# Antoine Degert
Antoine Degert, né à Téthieu le 9 décembre 1859 et mort dans la même commune le 7 mars 1931, est un religieux catholique, enseignant et historien français, spécialiste de l’histoire ecclésiastique.

## Biographie
Antoine Degert naît le 9 décembre 1859 à Téthieu, dans les Landes. Ordonné prêtre en 1885, il étudie de 1885 à 1887 à l'Institut catholique de Toulouse, où il suit l'enseignement de Marie-Jean-Célestin Douais et de Léonce Couture. L'année de la fin de ses études, il devient enseignant au collège Notre-Dame-du-Sacré-Cœur de Dax. Il est reçu docteur ès lettres en 1894 avec une thèse sur Arnaud d'Ossat.
Le recteur de l'Institut Catholique de Toulouse, Pierre Batiffol, lui offre en 1899 la chaire de langue et de littérature latine. En 1901, il remplace Léonce Couture à la tête de la rédaction de la Revue de Gascogne. Il conserve ce poste pendant trente ans. Il publie des articles et des ouvrages sur l'histoire ecclésiastique de la France, et notamment de la Gascogne. Il contribue à la rédaction de plusieurs encyclopédies : le Dictionnaire d'histoire et de géographie ecclésiastiques (Paris), le Kirchenlexikon (Munich) et la Catholic Encyclopedia (New York). Il s'intéresse également à la philosophie. Membre de la Société de Borda, il se retire à Téthieu et y meurt après une longue maladie le 7 mars 1931.

## Distinctions
- Prix Thérouanne en 1895, pour Le cardinal d’Ossat (1537-1604)[5];
- Prix Juteau-Duvigneaux en 1912, pour Histoire des séminaires français jusqu’à la Révolution[5].

## Publications
- Le cardinal d'Ossat, évêque de Rennes et de Bayeux (1537-1604), Paris, Lecoffre, 1894, 403 p. (présentation en ligne, lire en ligne)
- Constitutions synodales de l'ancien diocèse de Dax, Dax, Labèque, 1898, 82 p. (présentation en ligne, lire en ligne)
- Histoire des évêques de Dax, Dax, Labèque, 1899, 484 p. (présentation en ligne)
- Les idées morales de Cicéron, Paris, Bloud, 1907, 80 p. (présentation en ligne, lire en ligne)
- Histoire des séminaires français jusqu'à la Révolution, Paris, Beauchesne, 1912, 543 p. (présentation en ligne)

Il publie aussi de nombreux articles dans le Bulletin de la Société de Borda, la Revue historique, la Revue des questions historiques, les Annales du Midi, la Revue d'histoire de l'Église de France, le Bulletin de la Société archéologique du Midi de la France et le bulletin du Comité des travaux historiques et scientifiques.